# سینمای کامبوج
سینمای کامبوج در دهه ۱۹۵۰ آغاز گشت. در دهه ۱۹۶۰ سینماهای متعددی در کشور ساخته و کمپانی‌های فیلم متعددی تأسیس شدند و از این دوره با نام «عصر طلایی» سینمای کامبوج یاد می‌شود.